# Теория глубокой операции
Теория глубокой операции — теория ведения скоротечных военных действий, разработанная советскими военными теоретиками РККА в 1930-х годах. Её появление стало возможным благодаря радикальным изменениям в структуре вооружённых сил СССР и их оснащению новыми видами вооружения. Сущность теории заключается в нанесении удара по всей глубине обороны противника, взлом её в нескольких местах и введении в прорыв высокомобильных механизированных частей для развития тактического прорыва в оперативный успех. Есть мнение, что теория глубокой операции применялась Красной армией в предвоенный период в боях на Халхин-Голе..
В послевоенные годы эта теория (как и стратегия блицкрига) оказала определяющее влияние на развитие ряда зарубежных военных концепций с поправкой на использование современных средств ведения боя. В числе таковых нельзя не отметить концепцию «воздушно-наземной операции», разработанную специалистами армии США (на основе воздушно-десантных операций во Второй мировой войне), а также — концепцию «борьбы со вторыми эшелонами» армий блока НАТО.

## История создания
Зарождение теории глубоких операций относится к концу 1920-х годов. Она явилась переработкой идеи массирования подвижных соединений, придуманной Буденным и с успехом применявшейся Красной Армией во время Гражданской войны (Первая Конная Армия). Основной предпосылкой её появления стало масштабное перевооружение Красной армии после окончания Гражданской войны. «Теория наступления современных армий в современной войне», разработанная заместителем начальника Штаба РККА Владимиром Триандафилловым и главным инспектором танковых войск Калиновским демонстрировала огромный потенциал автобронетанковых войск в ведении наступательных операций.
Первую приблизительную формулировку теории «глубокой операции» В. К. Триандафиллов дал в 1926 г. в работе «Размах операций современных армий». Она заключалась в том, что для прорыва фронта на оперативную глубину с учетом мощи средств обороны необходима мощная ударная армия. Основными средствами подавления и прорыва Триандафиллов называл артиллерию, в том числе, тяжелую артиллерию резерва главного командования. При этом предусматривалось и массированное применение химического оружия. Что касается танков, то Триандафиллов писал об их определённой роли, однако в его работе 1926 г. они ещё не занимали центрального места.
Свои разработки теории «глубокой операции» Триандафиллов продолжил в книге «Характер операций современных армий», которая была опубликована в 1929 г. В ней в рамках глубокой операции Триандафиллов предусматривал прорыв в оперативный тыл конницы и моторизованных частей, в том числе легких танков и пехоты на вездеходных автомобилях. Он писал о возможности «глубоких проникновений в расположение противника» и «больших оперативных скачков». Он считал, что «новый танк должен участвовать не только в сравнительно скоротечной атаке, при сопровождении пехоты в бою, но и во всех фазах преследования, вне поля сражения».
В 1931 году Триандафиллов представил Штабу РККА доклад «Основные вопросы тактики и оперативного искусства в связи с реконструкцией армии», в котором в виде тезисов были изложены основные взгляды на характер глубокого боя и операции.
20 апреля и 20 мая 1932 года в Реввоенсовете был заслушан доклад «Тактика и оперативное искусство РККА на новом этапе». На основе данного доклада были разработаны Временные указания по организации глубокого боя, которые в феврале 1933 года после утверждения Наркомом по военным и морским делам были направлены в войска.
Значительную роль в разработке теории «глубокой операции» сыграл М. Н. Тухачевский. В статье, посвященной новому Полевому уставу РККА 1934 г. (ПУ-34), он критиковал тех, кто утверждал, что «танки имеют значение лишь как средство непосредственной поддержки пехоты». Он обоснованно отмечал, что «средства наступательные или средства подавления, к которым относятся танки, авиация, химия, требуют очень большого искусства в организации их взаимодействия». Тухачевский призывал к тому, чтобы отрабатывалось «кропотливое, тщательное взаимодействие между пехотой, танками и артиллерией». Он подчеркивал, что задача танков дальнего действия — прорваться в тыл главных сил обороны, разгромить резервы и штабы, уничтожить основную группировку артиллерии и отрезать главным силам противника пути отхода.
В марте 1933 года был разработана организационно-штатная структура для танковых подразделений, частей и соединений. В Красной армии появились механизированные корпуса, состоящие из механизированных бригад, танковые бригады Резерва Главного Командования, механизированные полки в кавалерийских корпусах и танковые батальоны в стрелковых дивизиях. Это, в свою очередь, целиком изменило боевой порядок РККА. Так, например, глубина боевого порядка дивизии в обороне достигала 10 км, ширина фронта — от 6 до 12 км..
Теория принята в РККА и включена во Временный полевой устав РККА 1936 (ПУ 36) и в проект Полевого устава 1939 года.

## Стратегия
В соответствии с концепцией «глубокой наступательной операции», принятой в РККА, роль ударной силы отводилась механизированным корпусам. Основная идея теории состояла в нанесении удара по всей глубине обороны противника с использованием артиллерии, авиации, бронетанковых войск и воздушных десантов с целью нанести поражение всей оперативной группировке противника. В ходе глубокой операции достигались две цели — прорыв фронта обороны противника одновременным ударом на всю его тактическую глубину и немедленный ввод группировки подвижных войск для развития тактического прорыва в оперативный успех.
Войска ударной группировки предполагалось применять в семь эшелонов: 1-й эшелон составляла бомбардировочная авиация, 2-й эшелон — тяжёлые танки, 3-й эшелон — соединения средних и лёгких танков, 4-й эшелон — соединения моторизированной и мотоциклетной пехоты, 5-й эшелон — крупнокалиберная артиллерия сопровождения, 6-й эшелон — стрелковые войска с танками поддержки. Особым эшелоном являлся воздушный десант.

## Применение
В 1939 году, после того как основные пропоненты теории глубокой операции — Тухачевский, Егоров, Уборевич и Якир — были репрессированы, была попытка отбросить и назвать «вредительской» и саму теорию. Среди некоторой (консервативной части военных старой формации) возобладали отсталые идеи, что будущая война (также как и последняя Первая мировая империалистическая) будет позиционной, поэтому следует учить войска вести позиционную оборону и «прогрызать» укреплённые полосы, но это не устраивало партийно-государственное руководство ВКП(б) СССР, с его концепцией и реализуемой внешней политикой экспорта мировой революции во все страны мира.
Отдельные элементы теории глубокой операции были впервые использованы Г. К. Жуковым в операции по разгрому японских войск у реки Халхин-Гол в августе 1939 года.
В итоге, военная доктрина РККА того периода имела именно наступательный характер, основным тезисом которой был «бить врага малой кровью, на чужой территории». Подобный подход в конечном счёте сыграл немаловажную роль в том, что РККА практически не изучала способы ведения оборонительных манёвренных боевых действий в отступлении, в окружении, и так далее. Этот недостаток внимания советских военных теоретиков и специалистов к изучению оборонительных действий войсковых соединений привёл к целому ряду тяжёлых поражений советских армий в ходе начального периода войны 1941—1942 годов, а также более позднего военного периода. Об этом факте очень много говорили впоследствии многие советские военачальники, как например И. С. Конев и другие. К моменту начала Великой Отечественной войны силы Красной армии были стянуты к западным границам, снабжающие склады также находились близко к границе. Некоторые историки считают такое положение складов, а также слабую подготовку РККА к оборонным действиям — следствием, а вместе с тем и явным свидетельством подготовки именно превентивной наступательной войны в соответствии с теорией глубокой операции.

### Исследования
- Триандафиллов В. К. Характер операций современных армий. 3-е изд. — М.: Госвоениздат, 1936.
- Иссерсон Г. С. Эволюция оперативного искусства, 2-е изд. — М.: Воениздат, 1937.
- 50 лет Вооружённых Сил СССР. — М.: 1968. — С. 214—218.
- Захаров М. В. О теории глубокой операции. // Военно-исторический журнал, № 10, 1970 — С.10—20.
- Шептура В. Н. Влияние теории глубокой операции и глубокого боя на разработку основ организации связи накануне Великой Отечественной войны 1941—1945 гг. // Военно-исторический журнал, № 7, 2006.

### Учебные пособия, инструкции и уставы
- Временный полевой устав 1936. РККА (ПУ-36). М., 1938
- Смирнов П. С. Прорыв укрепленной полосы. М.: Воениздат, 1941. 465 c.